# Catedral de San Juan el Divino
La catedral de San Juan "El Teólogo", oficialmente Iglesia Catedral de San Juan el Divino en la Ciudad y Diócesis de Nueva York (en inglés: Cathedral Church of Saint John the Divine in the City and Diocese of New York), es la catedral de la diócesis episcopaliana de Nueva York (rama de la iglesia anglicana en los Estados Unidos de América).
Está situada en Amsterdam Avenue, 1047, Nueva York, NY 10025, en los Morningside Heights de Manhattan. Esta catedral se disputa con la Catedral anglicana de Liverpool el título de ser la catedral anglicana más grande del mundo y es, al tiempo, la tercera iglesia cristiana más grande del mundo. La superficie interior es de 11 900 m², con una longitud de 183,2 m y 70,7 m de altura. La altura interior de la nave es de 37,8 m.
La catedral es conocida popularmente como San Juan la Inacabada o San Juan la Interminable (St. John the Unfinished).
La catedral fue diseñada en 1888 y comenzó su construcción en 1892. A lo largo de su historia ha estado sometida a cambios radicales en su estilo, y ha sufrido dos grandes interrupciones en su construcción durante las dos guerras mundiales. Originalmente fue diseñada en estilo neorrománico-neobizantino, siendo modificado su planteamiento a partir de 1909 a un diseño neogótico. Después de un gran incendio ocurrido el 18 de diciembre de 2001, fue cerrada para su restauración hasta noviembre de 2008 en que reabrió sus puertas. Actualmente sigue sin acabar, en un estado permanente de construcción y restauración continuo.

## Historia

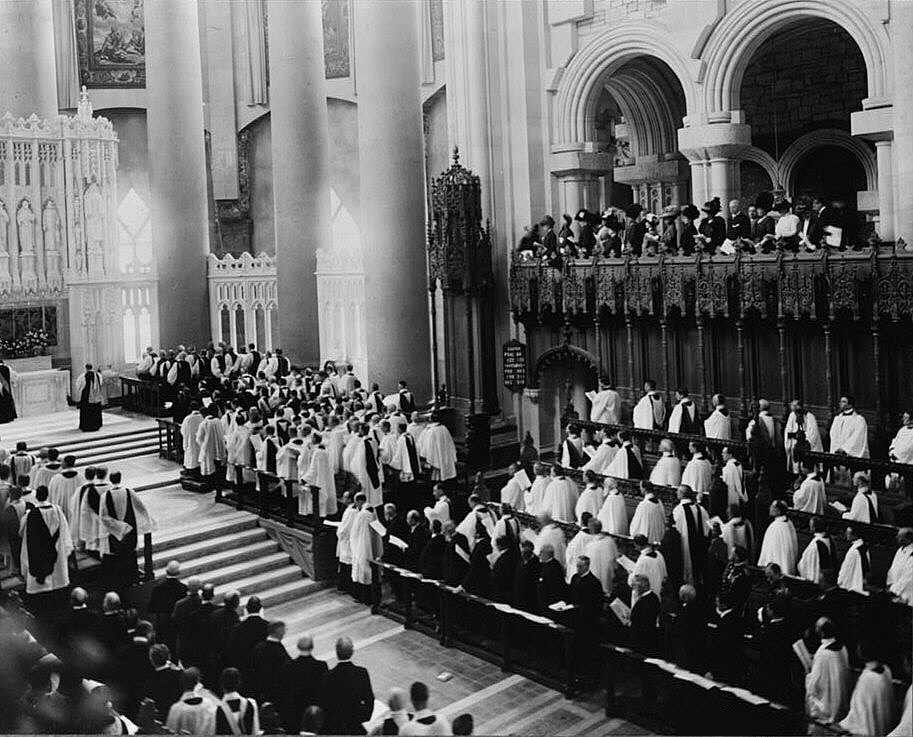
Consagración del coro en 1911.

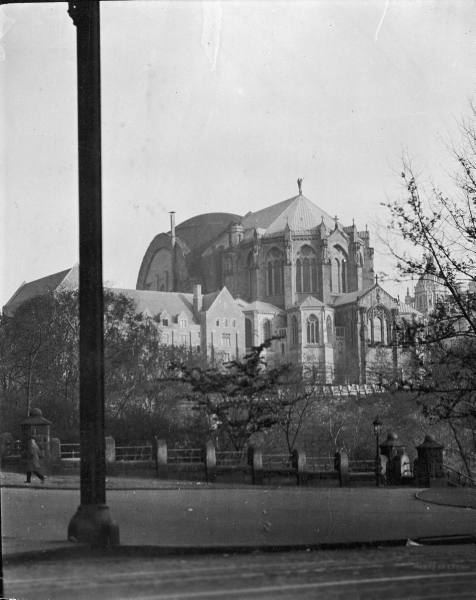
Vista de la catedral en 1920. (foto: LIFE magazine).

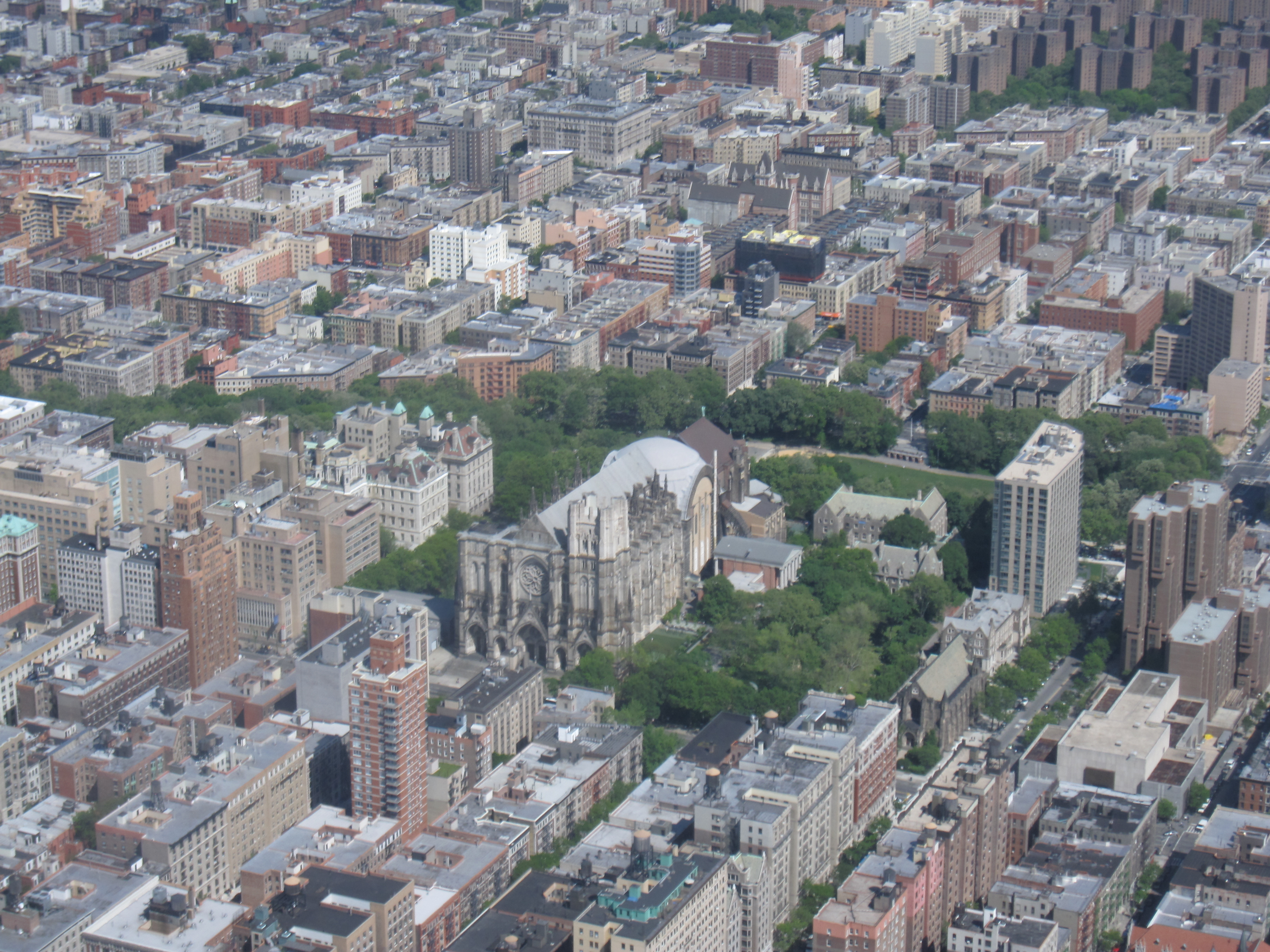
Vista aérea de la catedral en 2010.

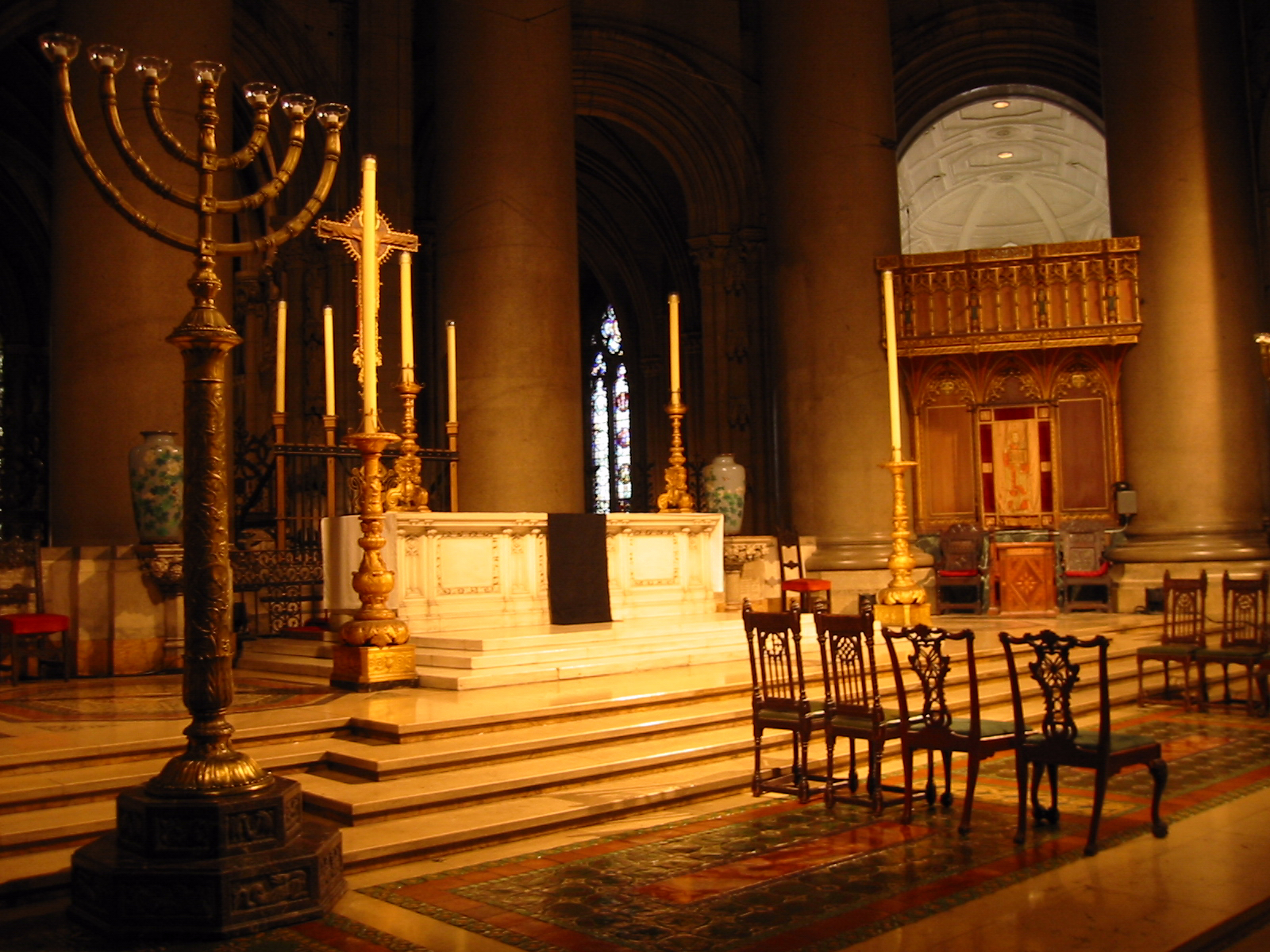
Altar.

En 1887, el obispo Henry Codman Potter de la diócesis episcopal de Nueva York pidió que se construyera una catedral para competir con la catedral de San Patricio en Manhattan. Fue adquirido en 1891 un terreno de 4,7 hectáreas donde había estado el orfanato Leake and Watts Orphan Asylum, justo frente al parque Morningside.  Después de un concurso abierto, la firma de arquitectos de Nueva York Heins & LaFarge propuso un estilo ecléctico inspirado en el románico-bizantino en el interior y muchos elementos góticos en el exterior, fue sería aceptado al año siguiente.
La construcción de la catedral fue iniciada con la colocación de la primera piedra el 27 de diciembre de 1892, día de San Juan cuando el obispo Henry Potter golpeó la piedra tres veces con un mazo y dijo: «Nadie puede poner otro cimiento que lo que está previsto, que es Jesucristo».
La excavación previa a la cimentación del ábside deparó algunas sorpresas geológicas que la hicieron más larga y costosa de lo previsto. Los primeros servicios litúrgicos se llevaron a cabo en la cripta en 1899. Los hermanos Ardolino, de Torre di Nocelli, Italia, realizaron gran parte del tallado en piedra de las estatuas, diseñadas por el escultor inglés John Angel. La prematura muerte de Heins en 1907 y la paulatina pérdida de influencia del arquitecto Christopher Grant LaFarge llevó, en última instancia, a contratar al señalado arquitecto neogótico Ralph Adams Cram para rediseñar la nave y "gotizar" lo que ya se había construido. Después de finalizar la gran cúpula central de teja de Rafael Guastavino en 1909, el diseño original interno neorrománico-bizantino cambió a un diseño neogótico. En 1911, se abrieron el coro y el crucero.
En 1925 se llevó a cabo la colocación de la primera piedra de la nave y se llevó a cabo la fachada oeste. La catedral abriría sus puertas por primera vez el 30 de noviembre de 1941, una semana antes del bombardeo de Pearl Harbor. Posteriormente, la construcción de la catedral se detuvo, porque el entonces obispo consideró que era mejor gastar los fondos de la iglesia en obras de caridad y por la inmediata participación de los Estados Unidos en la Segunda Guerra Mundial.
Aunque parece que Cram intentó desmantelar la cúpula y construir una torre gótica en su lugar, nunca llegó a realizarse. El resultado final es que la catedral refleja una mezcla de estilos "neo" arquitectónicos, con una nave gótica, un crucero románico, capillas de estilo gótico francés, inglés y español, así como normanda y bizantina; sillería del coro gótica y arcos de medio punto y columnas que separan el altar mayor y el deambulatorio.
El decano de la catedral, en 1972, alentó la vuelta a su construcción y en 1979, el obispo Paul Moore decidió que debía continuar, en parte, para preservar el oficio de los escultores en piedra y atraer a los jóvenes de los barrios de alrededor. En 1979, el alcalde de Nueva York Ed Koch bromeaba: "Me han dicho que algunas de las catedrales más grandes llevaron más de 500 años en ser construidas. Me gustaría recordarles que sólo estamos en nuestros primeros cien años".
En 1991, el ingeniero y arquitecto español Santiago Calatrava ganó un concurso internacional para la finalización de la catedral, que incluirá también un biorrefugio ecológico de más dé 9000 m² adicionales, donde bajo una bóveda de cristal sobre la iglesia, se sembrarán árboles y plantas que recibirán energía solar pasiva. En 1997, se completaron las estatuas y el portal central de la fachada oeste de la catedral.
El 18 de diciembre de 2001, un importante incendio, comenzado en la tienda de regalos del templo, destruyó parte del transepto norte y cubrió de hollín la catedral y los tubos del órgano.

## Descripción

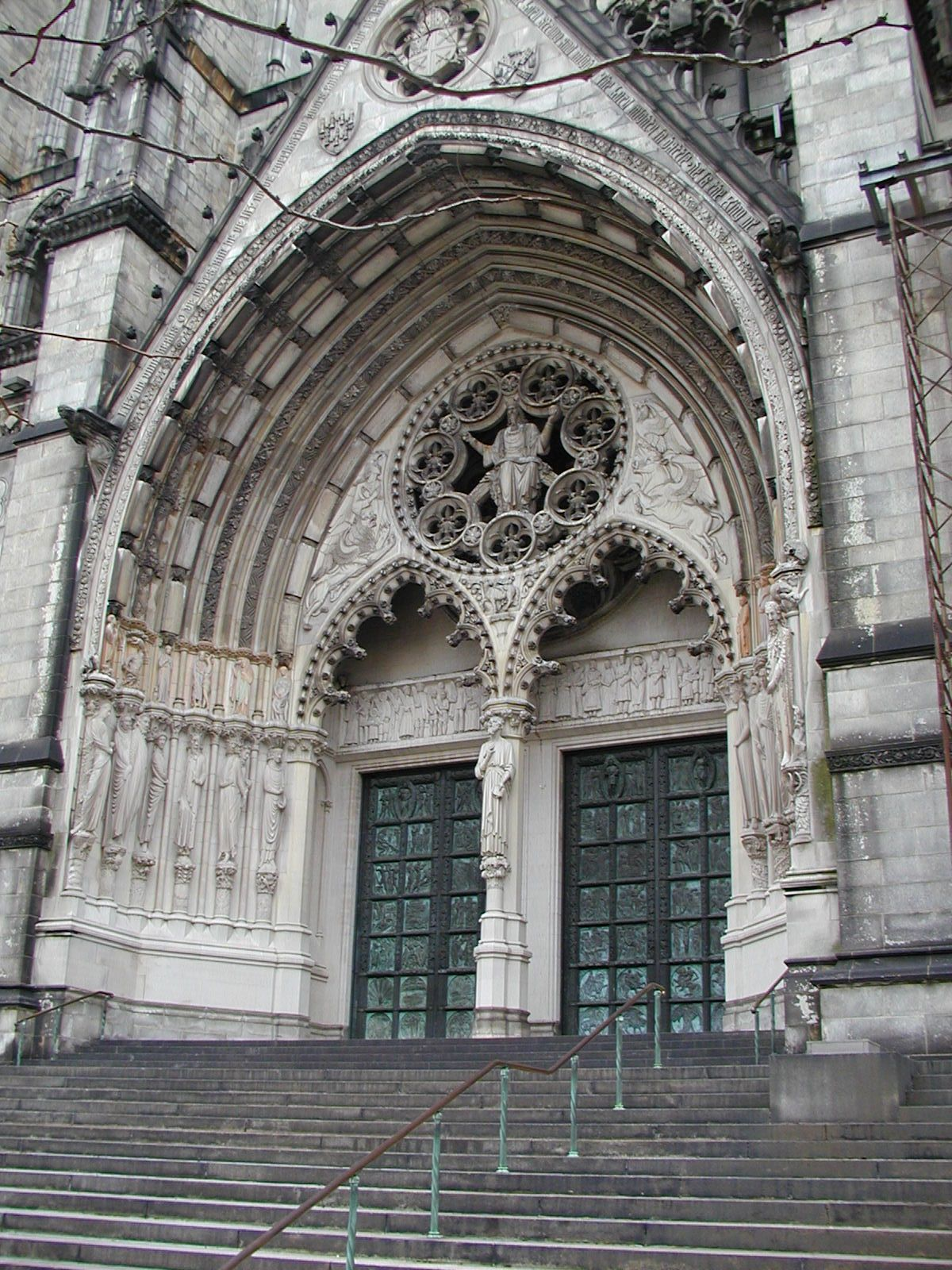
Entrada occidental con la imagen de San Juan el Divino.

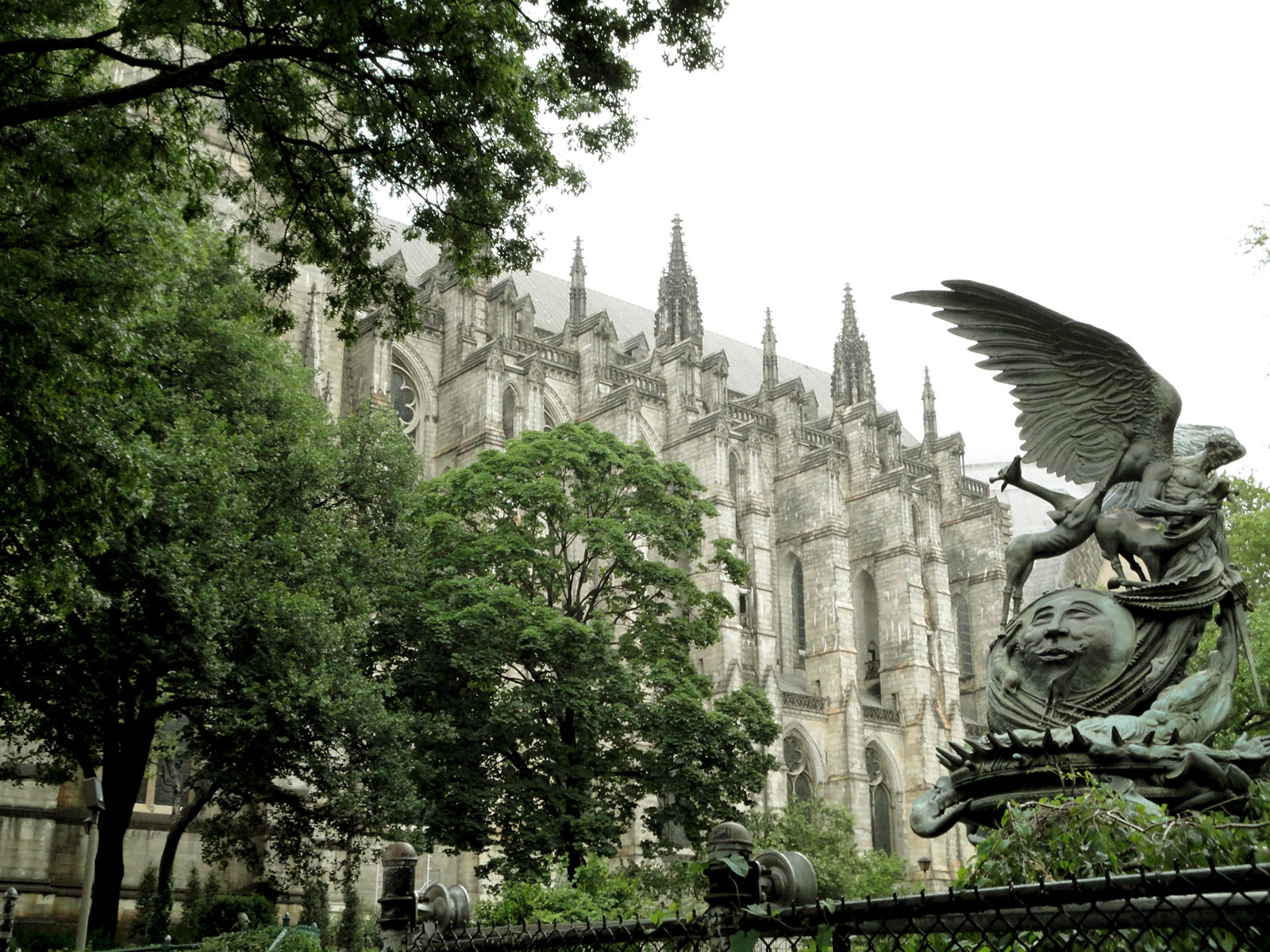
Catedral y Fuente de la Paz.

El edificio, tal como aparece hoy día, se parece fundamentalmente al diseño establecido por el prolífico arquitecto neogótico Ralph Adams Cram. Sin copiar un modelo concreto, la catedral de San Juan el Divino es un ejemplo actualizado del estilo gótico florido del norte de Francia del siglo XIII. La catedral tiene la nave neogótica más larga de Estados Unidos.
Al oeste, existen cinco puertas de bronce que se corresponden con cada una de las naves interiores, con escenas del Antiguo y Nuevo Testamento. En el pilar central, la imagen de San Juan el Divino y arriba, en el tímpano, Cristo en Majestad. En el pórtico de entrada, el llamado "Portal del paraíso", y en lo alto, destaca el rosetón hecho de más de 10 000 piezas de cristales de colores, de 12,19 m de diámetro, el más grande de los Estados Unidos.
En el interior, el santuario neorrománico está rodeado por una estructura de ocho columnas de granito. Están dispuestas siete capillas radiantes en la girola, detrás del coro, cada una en un estilo nacionalista que las distingue. Estas capillas son conocidas como las "Capillas de las lenguas" y están dedicadas a  San Óscar, patrón de Dinamarca, venerado como apóstol de los países escandinavos, San Bonifacio, apóstol de los alemanes, San Columba, patrón de Irlanda y Escocia, el Santísimo Salvador, dedicado a los inmigrantes del este, especialmente los de África y Asia, San Martín de Tours, patrono de los franceses, San Ambrosio, patrono de Italia y Santiago el Mayor, patrono de España. Los diseños de las capillas representan a cada uno de los siete grupos étnicos que primero emigraron a Nueva York desde la apertura de la isla de Ellis en 1892, el mismo año en que se inició la construcción de la catedral.
Entre otras capillas, se destaca la conocida como la "Capilla del Trabajo", que rinde una ofrenda a doce bomberos que murieron en 1966, pero que se ha convertido también en la actualidad en un homenaje, especialmente a los bomberos que no sobrevivieron a los atentados del 11 de septiembre de 2001.
En terrenos de la Catedral, hacia el sur, se encuentran varios edificios (incluyendo el Synod Hall y la escuela catedralicia) y un Jardín de la Paz, donde hay una gran obra de bronce del escultor Greg Wyatt, la Fuente de la Paz, que tiene 12 metros de altura y está rodeada de pequeñas estatuas de animales.

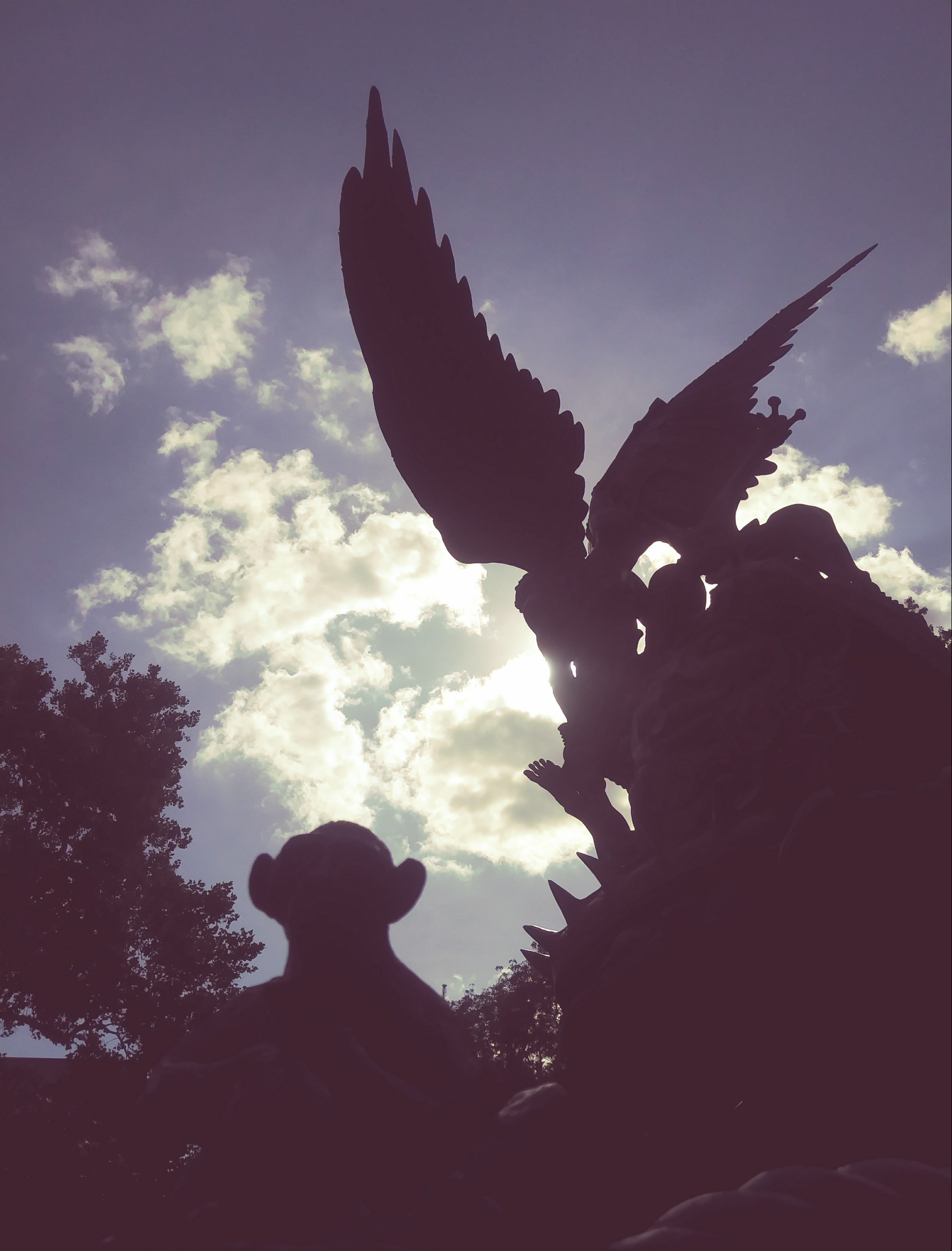
Fuente de la Paz (12 m) y un chimpancé (15 cm), una de las estatuas rodeando la.